# Caprinuloideidae
De Caprinuloideidae zijn een familie van uitgestorven tweekleppigen uit de orde Hippuritida.